# Wum
Wum es un municipio del departamento de Menchum de la región del Noroeste, Camerún. En noviembre de 2005 tenía una población censada de 39 100 habitantes.
Se encuentra ubicado cerca de la frontera con Nigeria.